# 인천 영흥도 선창 1호 전복 사고
인천 영흥도 선창 1호 전복 사고는 2017년 12월 3일 오전 6시 9분에 낚싯배 선창 1호와 급유선 명진 15호가 충돌하여 낚싯배가 전복되어 발생한 사고이다.

## 개요
2017년 12월 3일에 선창 1호가 인천광역시 옹진군 영흥면의 진두항을 출항하였고, 진두항 남서방 3.7km 해상에서 인천 유조선 부두에서 출항해 평택항으로 가던 급유선 명진 15호와 충돌하였다. 인천해양경찰서 영흥파출소 선착대가 6시 42분에 현장에 도착하였고, 평택해양경찰서 구조대가 7시 17분에, 중부지방해양경찰청 항공대가 7시 24분에, 인천해양경찰서 소속 구조대가 7시 36분에 현장에 도착하였다.

### 해양경찰의 부실 대응
최초로 현장에 도착한 인천해양경찰서 영흥파출소 고속단정은 전용 선착장이 없어 민간 어선과의 결박을 풀고 출동해야 했으며, 야간항법장비가 없어 현장 도착이 지연되었다. 평택해양경찰서 안산파출소의 순찰정은 평소에도 조수간만의 차이때문에 50m를 노를 저어 가야 하는 위치에 정박시켜놓은 데다 노후되어 출동이 지연되었다. 또한 인천해양경찰서 소속 구조대는 야간항해가 가능한 고속단정은 고장나 육상으로 영흥파출소까지 이동한 후 어선을 타고 현장에 도착하였다.

## 조사 결과
선창 1호와 명진 15호 모두 충돌을 예방하기 위한 아무런 조치를 취하지 않았다는 점이 밝혀져 명진 15호의 선장과 갑판원을 기소하였다. 선창1호의 선장은 사망하여 공소권이 없어졌다. 또한 부실하게 대응한 해양경찰 직원 4명이 징계를 받았다. 이에 유가족들은 선창1호의 선장과 명진15호의 선장과 갑판원, 국가를 상대로 손해배상소송을 제기하였다.